# ミルズ型手榴弾
ミルズ型手榴弾（Mills bomb）は、1915年にイギリスで開発された手榴弾である。

## 概要
ゴルフクラブのデザイナーであったウィリアム・ミルズ（William Mills）によって発明された。スプリングで撃発するパーカッション式信管と、暴発を防ぐ安全ピンや安全レバーという、現代の手榴弾が備える3つの基本要素すべてを組み合わせた世界初の手榴弾であることが特筆される。非常に優れたアイデアと性能であったため、特許権の取得を待たずに採用されたという経緯がある。
外見は卵形で、取り扱う際の滑り止めとして表面に溝が刻まれている。信管を打撃する撃針は、F1手榴弾のような回転運動（ネズミ捕り式）とは異なり、直線運動を行う。安全レバーは弾殻の外側に沿うように成形され、撃針の後端を保持している。弾殻の肩部には、炸薬を充填するためのネジによる栓が設けられている。また、弾殻の底部にもねじ込み式の栓があり、信管はここから組み付けられる。有効殺傷範囲は半径10mで、歩兵銃の銃口と手榴弾本体にアタッチメントを装着することにより小銃擲弾としても使用でき、この場合は150m先に発射することができる。
初期には小銃擲弾として使用する場合を考慮して、撃発してから起爆まで7秒と設定された。しかし、あまりにも長かったため、第二次世界大戦でのドイツ軍によるフランス侵攻の際、大陸に派遣されたイギリス軍兵士は手榴弾を投げ返され、被害を被ることが多かった。そのため、後の改良で起爆時間が4秒に短縮された。
1915年以降、低価格化・火薬充填の簡易化・防水化などさまざまな改良が加えられた結果、ミルズ型手榴弾は初期型を合わせると大きく分けてNo.5 Mk.1、No.5 Mk.2、No.23 Mk.1、No.23 Mk.2、No.23M Mk.2、No.23 Mk.3、No.23M Mk.3、No.36 Mk.1、No.36M Mk.1の9種類存在する。番号の後の大文字のMはメソポタミアの頭文字である。これは、イギリス軍が高温多湿のメソポタミア地方に攻めこむにあたって、シェラックを塗布して防水加工したことに由来し、防水加工品を示す記号である。その他多くの派生型と、製造会社による微妙な違いがある。
その後、1970年のL2シリーズ手榴弾の導入後、1980年代までイギリス軍の標準手榴弾として使用された。今なお、一部の発展途上国などではコピー品を含めて使用され続けている。

## ギャラリー

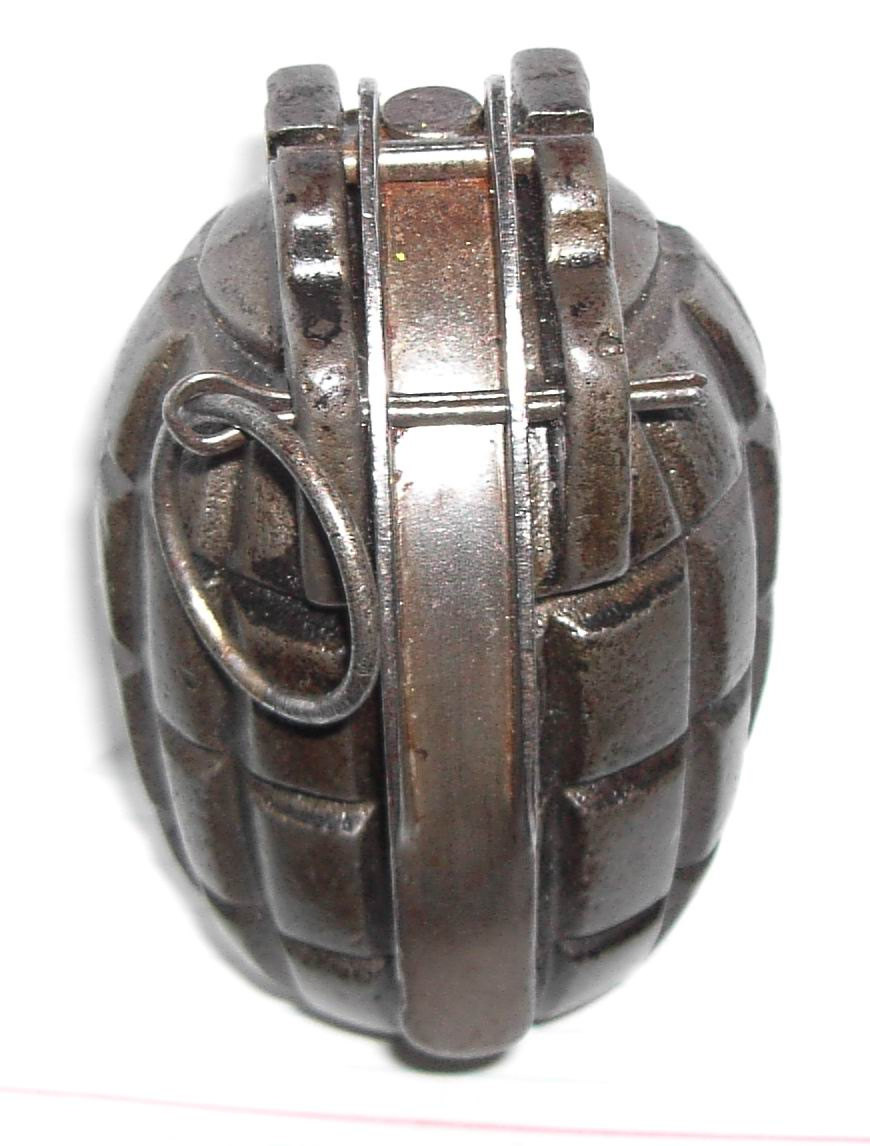
No.5 Mk.II
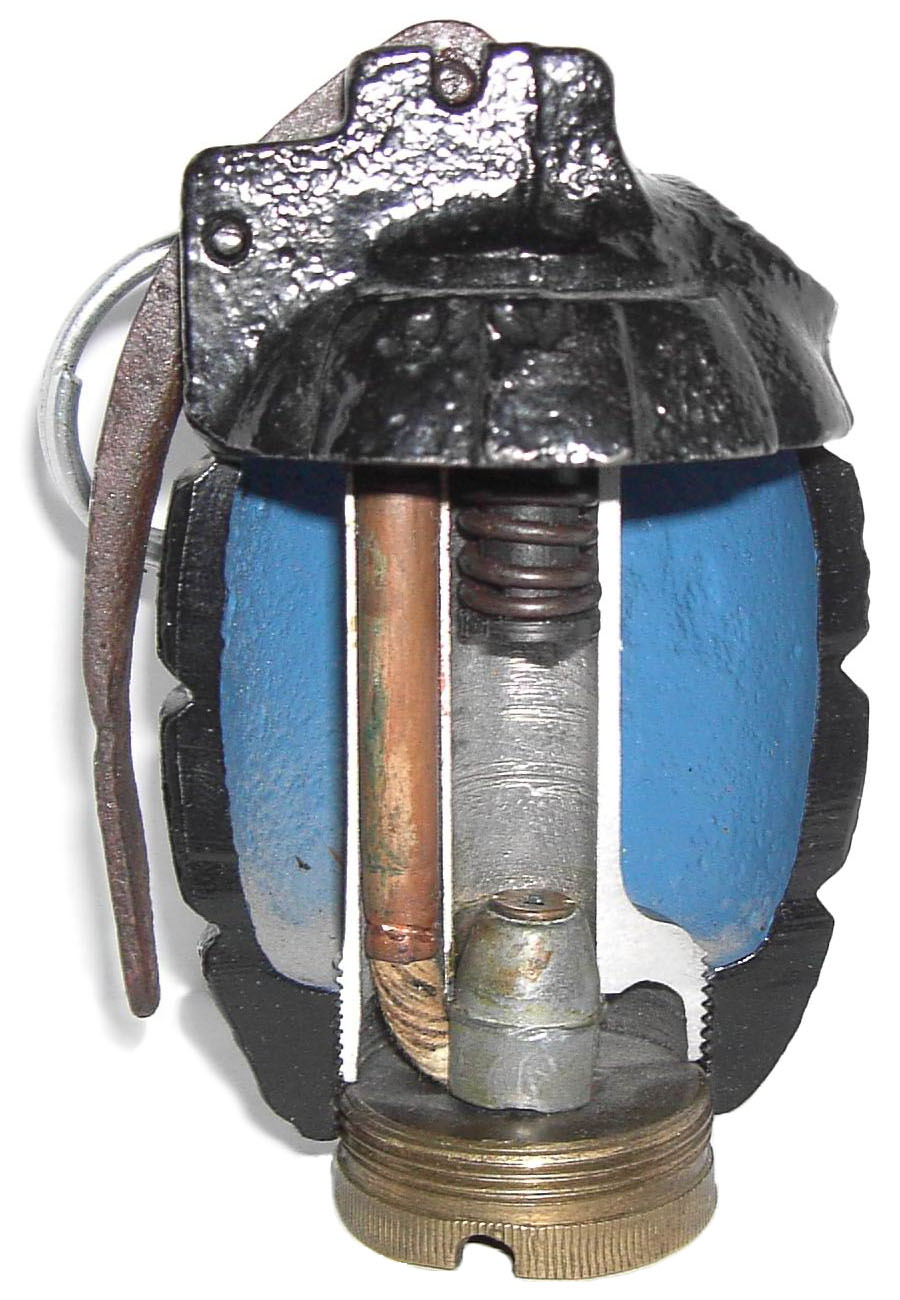
No.5のカットモデル。中心に撃針と雷管があり、雷管の先は延期薬を経て起爆薬（茶色）につながっている。
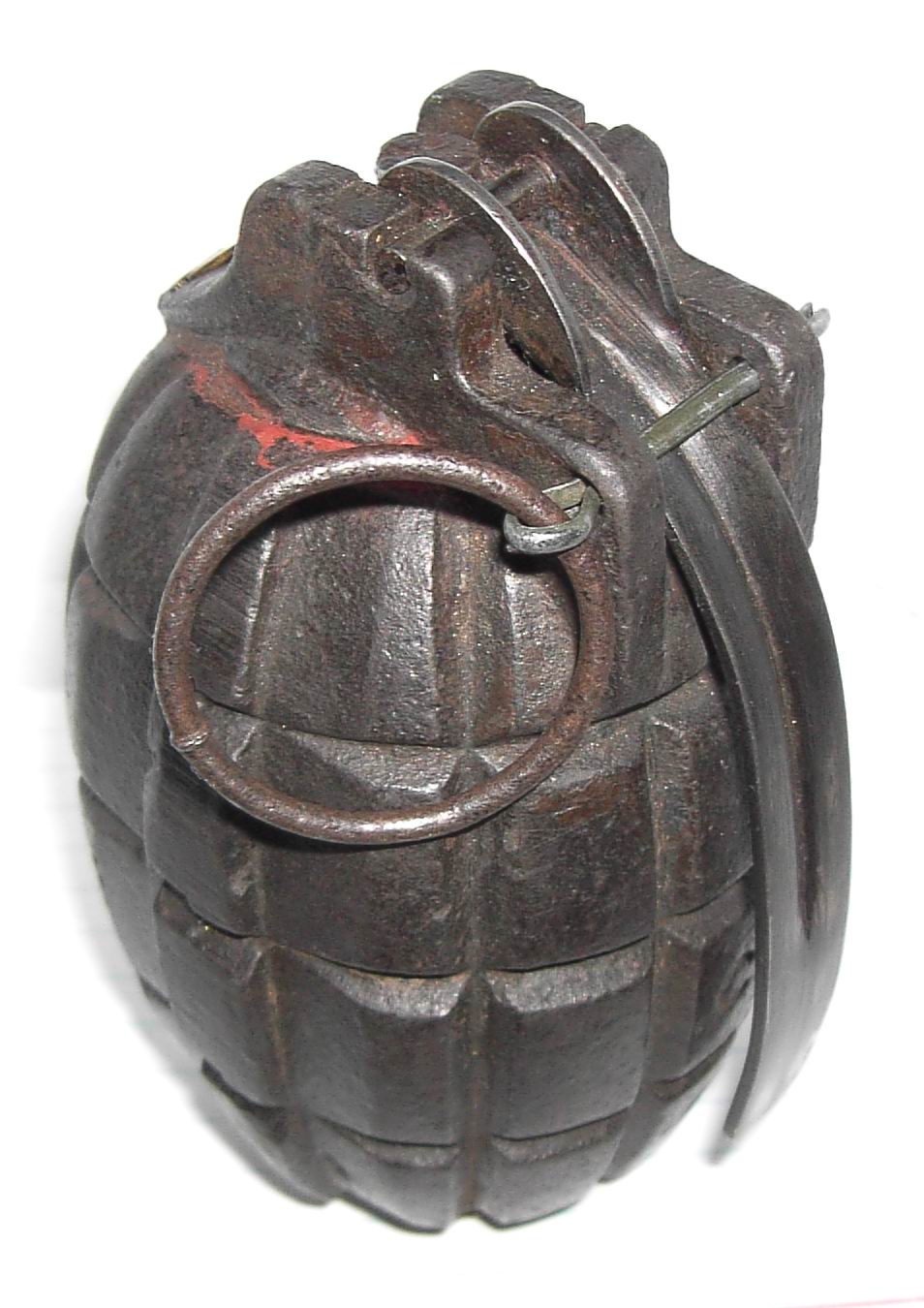
No.23 Mk.II
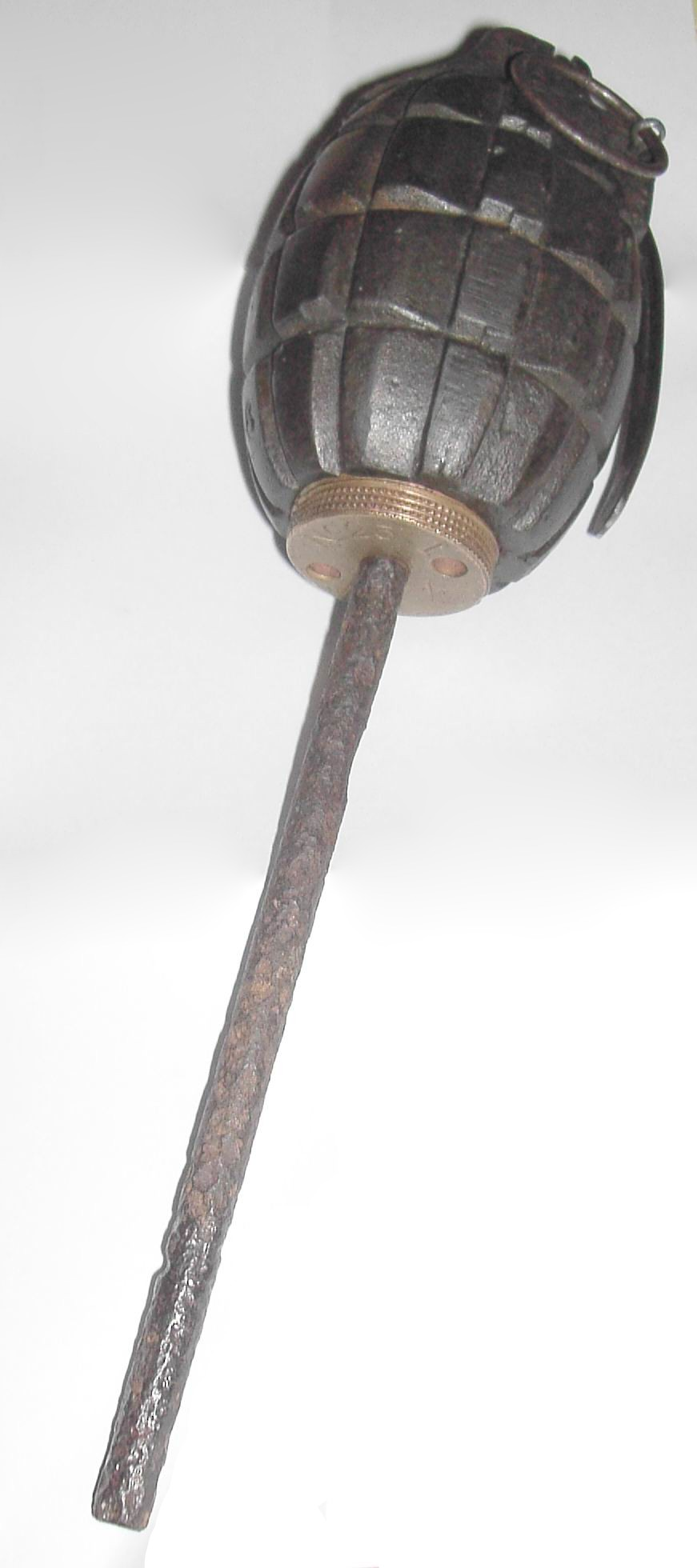
ライフルグレネードとして用いるため、No.23 Mk.IIの底面に小銃の銃口へ挿入するための棒を取り付けたもの
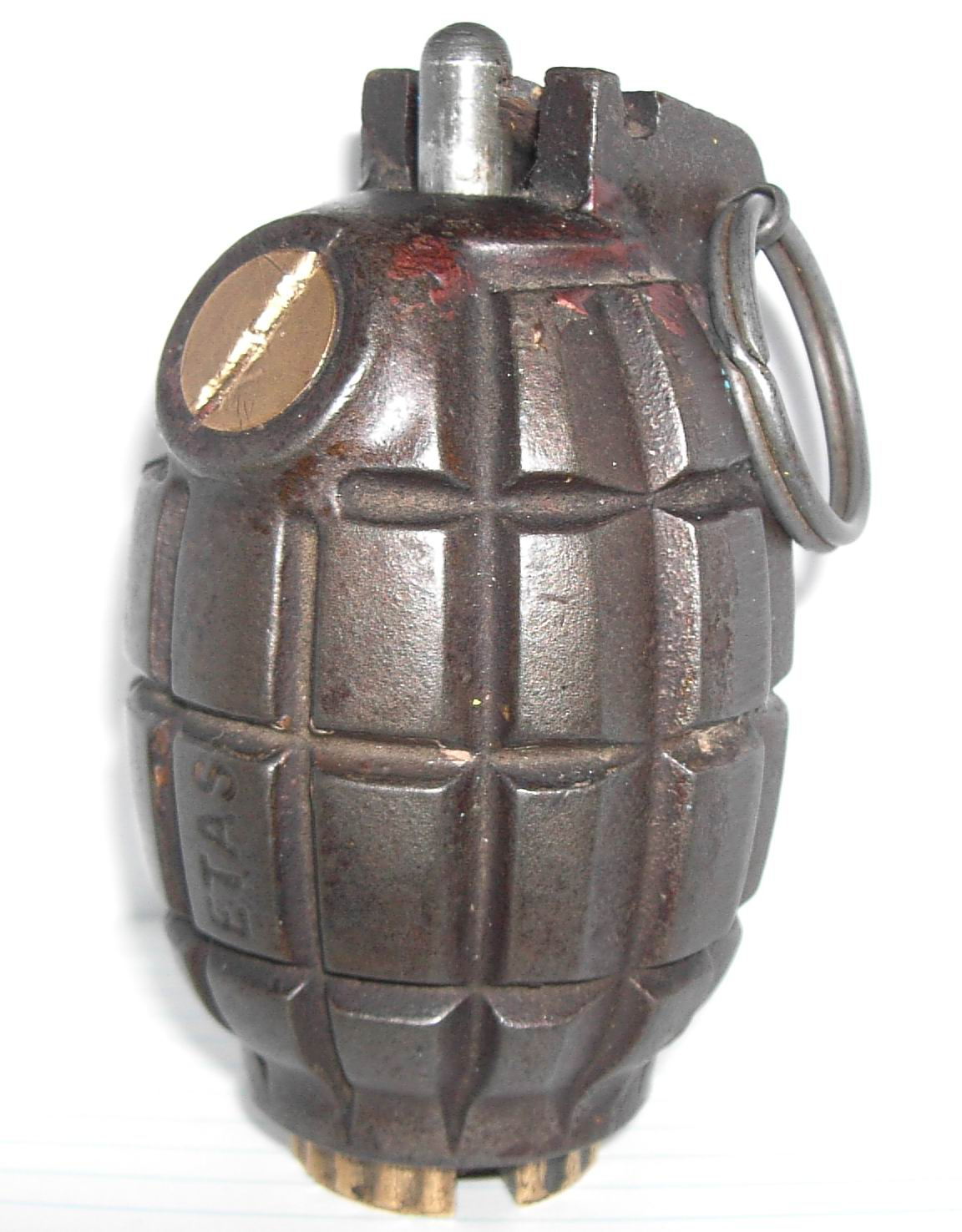
No.36M
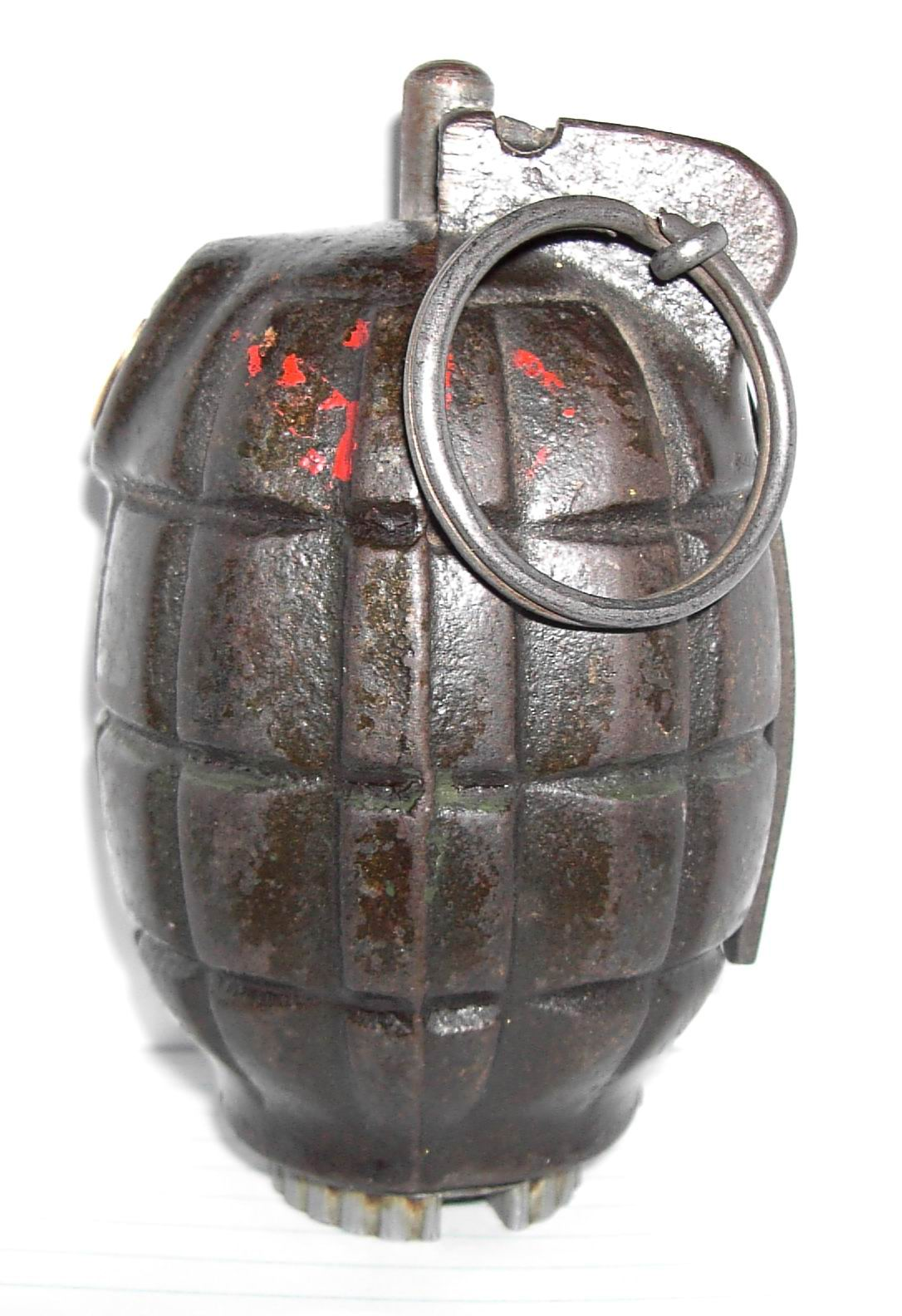
No.36M
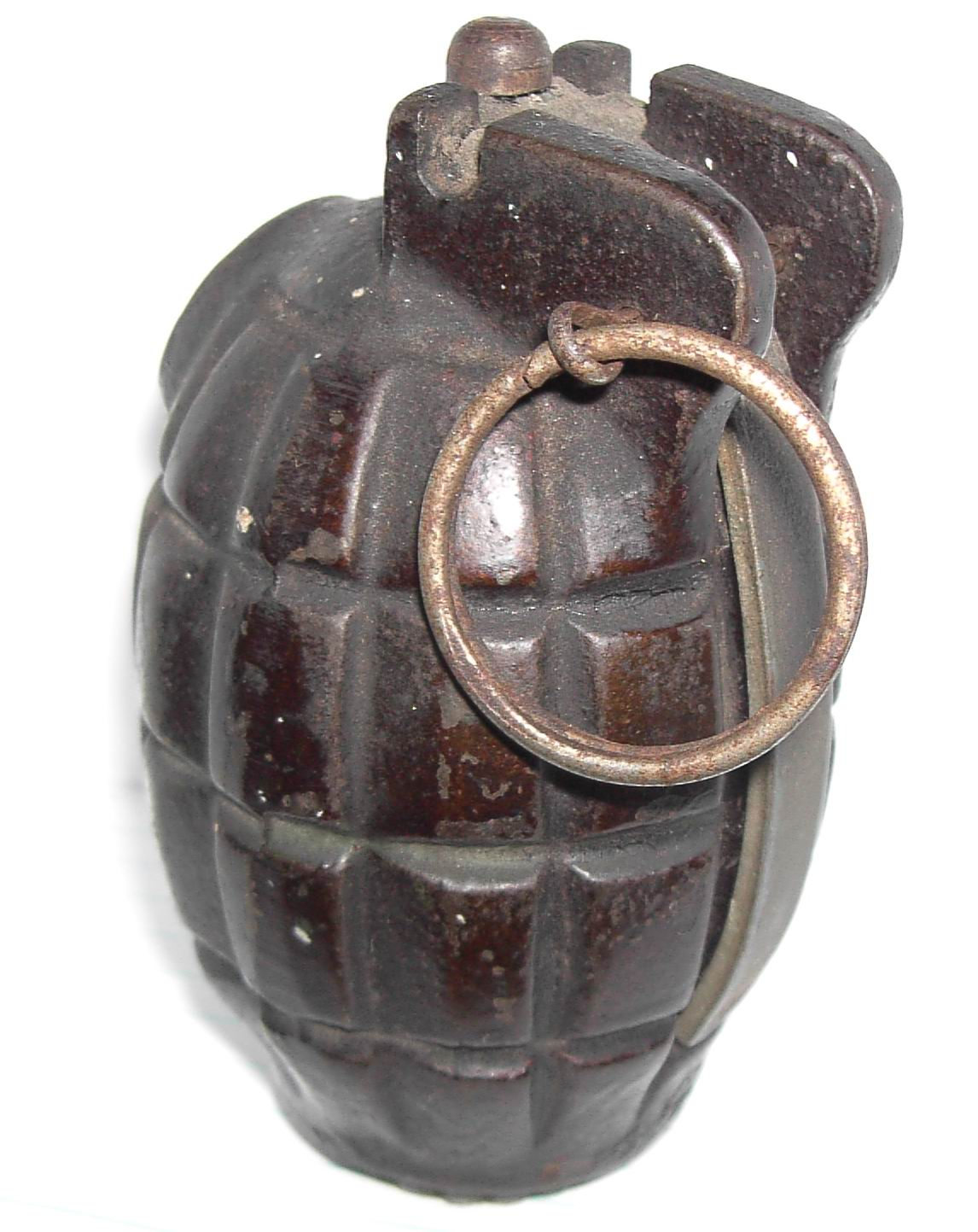
No.36M
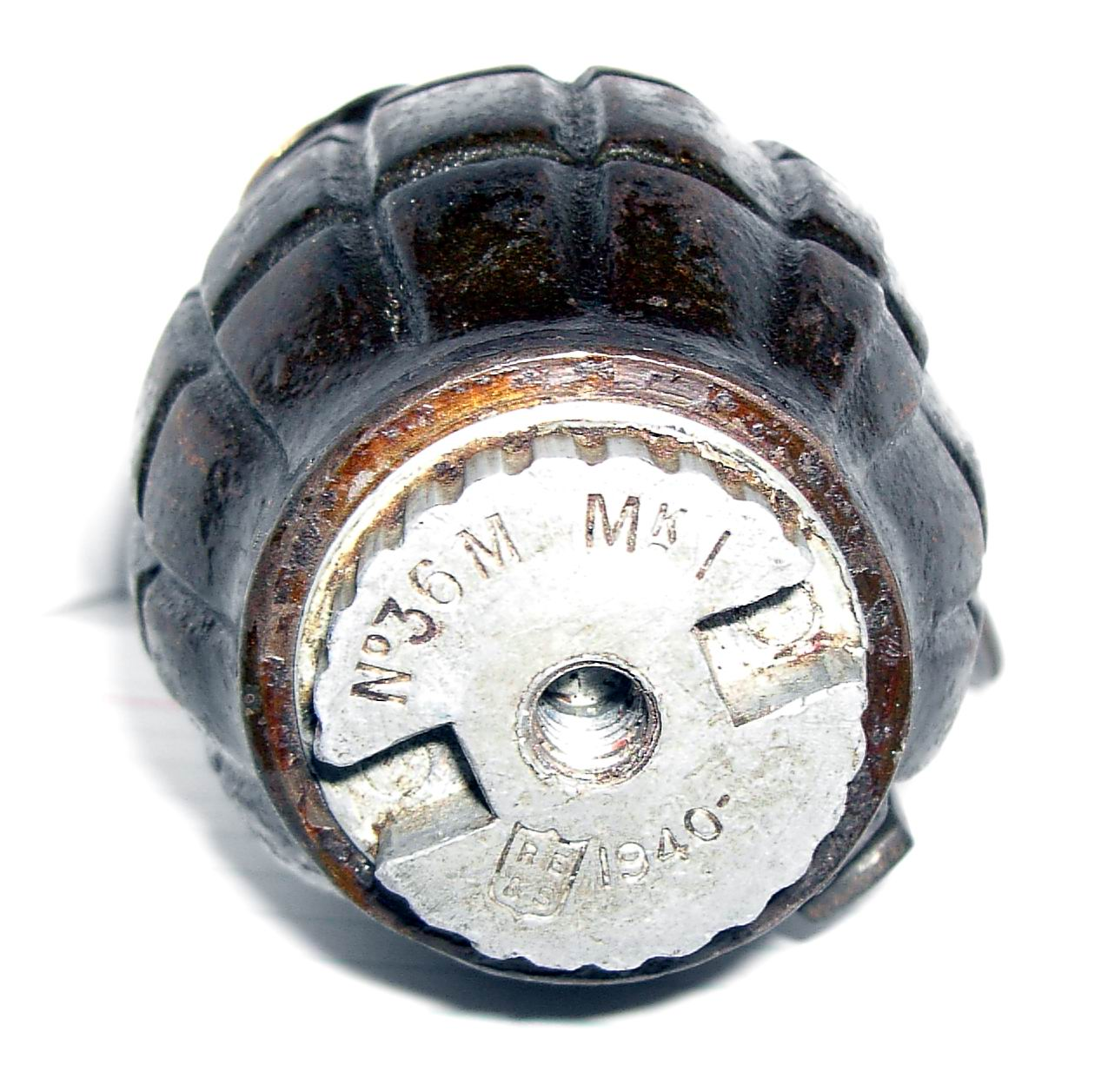
No.36Mの底面
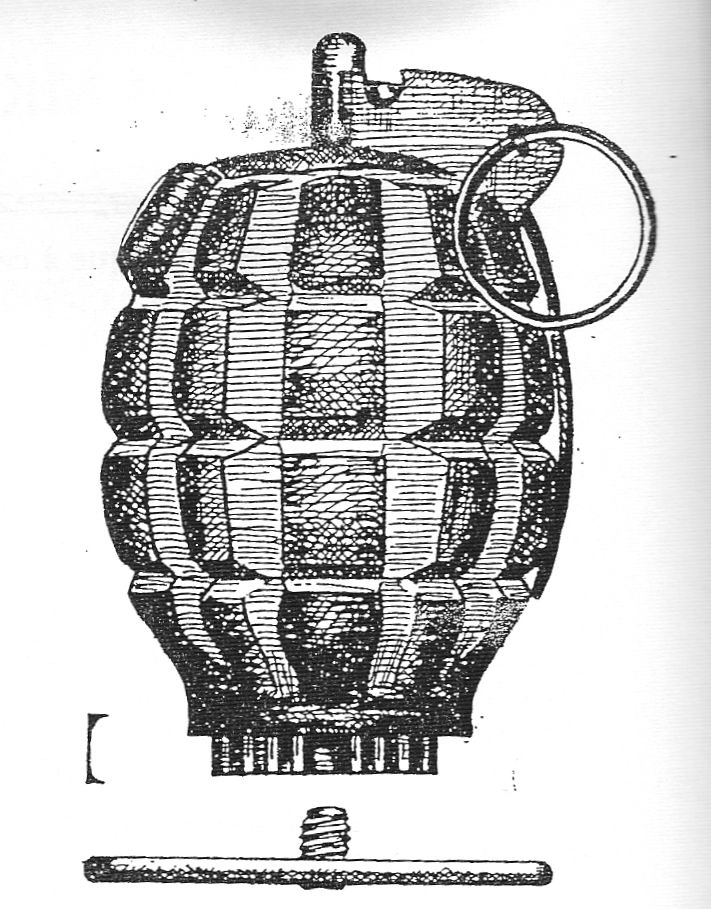
No.36のイラスト。下に描かれているのはライフルグレネードとして用いるための円盤。小銃の銃口にカップ型発射器を取り付け、底部に円盤をねじ込んだ手榴弾をカップに挿入して安全ピンを外し、空砲を撃つと円盤が発射ガスを受けることで手榴弾が投射される。
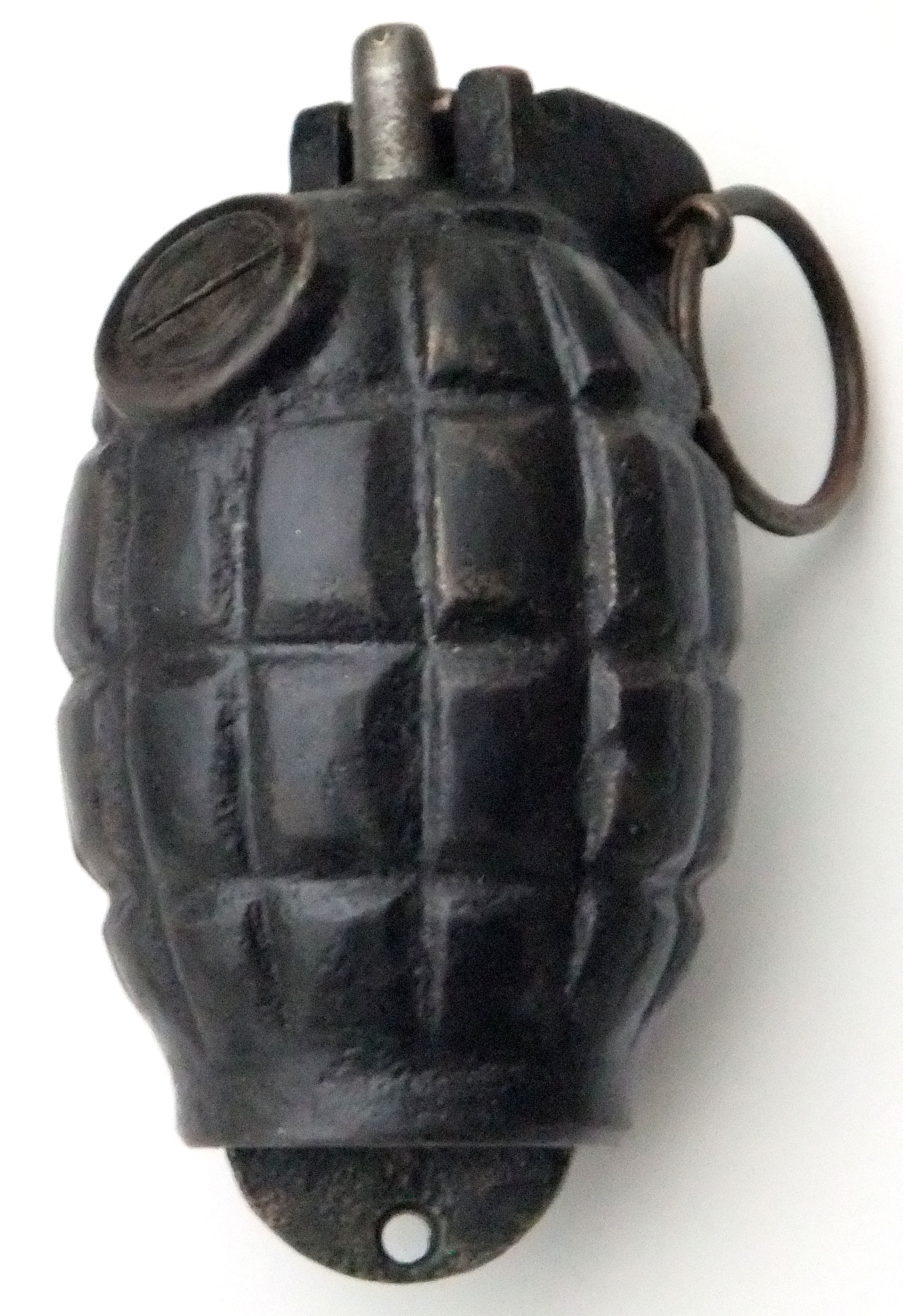
特殊なベースプラグを持った派生型の一例